# Hari Mata Hari
«Hari Mata Hari» — боснійський поп-рок-гурт, заснований у вересні 1985 року в Сараєво. У 2006 році група виступила з піснею «Лејла», написаною Желько Йоксимовичем на Євробаченні і посіла 3 місце, що є найкращим результатом для Боснії та Герцеговини на цьому конкурсі.
Харі Мата Харі — це сценічний псевдонім Хайрудина «Харія» Варешановича, надзвичайно популярного у Боснії поп-співака.
Сама ж група є дуже популярною у країнах колишньої Югославії.
Група Hari Mata Hari часто змінює склад. Сьогодні вона складається з Харі Мата Харі (вокал), Ізудина Ізо Колечича (ударні), Карла Мартиновича (гітара, вокал) і Ніхада Волотера (бас-гітара, бек-вокал). Більшість пісень Харі Мата Харі складає і аранжує Хайрудин Варешанович а слова пише Фахрудин Пецикоза-Пецо.

## Дискографія
- 1985 — «U tvojoj kosi»(«У твоїй косі»)
- 1986 — «Ne bi te odbranila ni cijela Jugoslavija»
- 1988 — «Ja te volim najviše na svijetu»(«Я тебе люблю більше всього на світі»)
- 1989 — «Volio bi' da te ne volim»(«Я хотів би тебе не любити»)
- 1990 — «Strah me da te volim»
- 1992 — «Rođena si samo za mene» («Ти народжена тільки для мене»)
- 1994 — «Ostaj mi zbogom ljubavi»
- 1998 — «Ja nemam snage da te ne volim»(«У мене немає сили тебе не любити»)
- 2001 — «Baš ti lijepo stoje suze»
- 2004 — «Zakon jačega»
- 2009 — «Sreća» («Щастя»)
- 2016 — «Ćilim» («Килим»)

## Учасники
- Хайрудин Варешанович — вокал
- Ізо Колечич — ударні, бубен
- Карло Мартинович — соло-гітара
- Ніхад Володер — гітара, бас-гітара